# 犹他莎士比亚节
犹他莎士比亚节（Utah Shakespearean Festival）是纪念威廉·莎士比亚和其他剧作家所创作剧目的节日。每年的夏季和秋季，节日在位于犹他州雪松城的南犹他大学校园内举行。2000年，犹他莎士比亚节获得了托尼奖最佳地方剧院奖。